# هيتوشي ماتسوشيما
هيتوشي ماتسوشيما (باليابانية: 松島 仁) (مواليد 30 أبريل 1980)، هو لاعب كرة قدم ياباني سابق كان يلعب كمهاجم.

## وصلات خارجية
- هيتوشي ماتسوشيما على موقع رابطة كرة القدم اليابانية للمحترفين (اليابانية)
- هيتوشي ماتسوشيما على موقع عالم كرة القدم.نت (الإنجليزية)